# Lonchaeidae
Lonchaeidae (of lansvliegen) zijn een familie uit de orde van de tweevleugeligen (Diptera), onderorde vliegen (Brachycera). Wereldwijd omvat deze familie zo'n 10 genera en 504 soorten.

## In Nederland waargenomen soorten
- Genus: Chaetolonchaea
  - Chaetolonchaea brevipilosa
  - Chaetolonchaea dasyops
  - Chaetolonchaea pallipennis
- Genus: Dasiops
  - Dasiops calvus
  - Dasiops hennigi
  - Dasiops mucronatus
  - Dasiops occultus
  - Dasiops perpropinquus
- Genus: Earomyia
  - Earomyia impossibile
  - Earomyia netherlandica
  - Earomyia viridana
- Genus: Lamprolonchaea
  - Lamprolonchaea smaragdi
- Genus: Lonchaea
  - Lonchaea albigena
  - Lonchaea caledonica
  - Lonchaea caucasica
  - Lonchaea chorea
  - Lonchaea contigua
  - Lonchaea corusca
  - Lonchaea fraxina
  - Lonchaea fugax
  - Lonchaea hackmani
  - Lonchaea mallochi
  - Lonchaea nitens
  - Lonchaea obscuritarsis
  - Lonchaea palposa
  - Lonchaea patens
  - Lonchaea peregrina
  - Lonchaea postica
  - Lonchaea scutellaris
  - Lonchaea setifemora
  - Lonchaea stackelbergi
  - Lonchaea subneatosa
  - Lonchaea sylvatica
  - Lonchaea tarsata
  - Lonchaea tenuicornis
  - Lonchaea ultima
  - Lonchaea zetterstedti
- Genus: Protearomyia
  - Protearomyia nigra
  - Protearomyia withersi
- Genus: Silba
  - Silba fumosa